# Saprinus detersus
Saprinus detersus är en skalbaggsart som först beskrevs av Johann Karl Wilhelm Illiger 1807.  Saprinus detersus ingår i släktet Saprinus och familjen stumpbaggar. Inga underarter finns listade i Catalogue of Life.